# وینا، کالیفرنیا
وینا (به انگلیسی: Vina) یک منطقهٔ مسکونی در ایالات متحده آمریکا است که در شهرستان تهاما، کالیفرنیا واقع شده‌است. وینا ۳٫۵۰۱ کیلومتر مربع مساحت و ۲۳۷ نفر جمعیت دارد و ۶۴٫۰۱ متر بالاتر از سطح دریا واقع شده‌است.